# Robin Grey
Robin Grey (* 9. August 1976 in Hamburg) ist ein ehemaliger deutscher Basketballspieler.

## Werdegang
Grey spielte bei der TS Schenefeld, schaffte den Sprung in die deutsche Kadetten-Nationalmannschaft und wechselte 1994 zum SC Rist Wedel. 1995 erreichte er mit Wedel an der Seite von Jef Tomesch und anderen die Runde der letzten vier Mannschaften der deutschen A-Jugend-Meisterschaft. In der 2. Basketball-Bundesliga gehörten in Wedel Spieler wie Marvin Willoughby, Cecil Egwuatu und wie in der Jugend Tomesch zu seinen Mannschaftskameraden. 1997 wechselte Grey, zu dessen Stärken ein schneller erster Schritt, Vielseitigkeit und der Zug zum Korb gehörten, zum Bundesligisten Basket Bayreuth. Nachdem er in der Saison 1998/99 für Bayreuth 10,8 Punkte je Begegnung erzielt hatte, schloss er sich 1999 dem neugegründeten Bundesligisten Skyliners Frankfurt an. Mit den Skyliners errang er 2000 den Pokalsieg. In der Bundesliga erreichte er mit Frankfurt das Halbfinale, Grey erzielte während der Saison 1999/2000 im Schnitt 5,9 Punkte je Begegnung. Während der Spielzeit 2000/2001 hinderte ihn eine Knieverletzung lange Zeit am Spielen. 2001 wechselte er zum Ligakonkurrenten Avitos Gießen. Für die Mittelhessen kam er in zwei Jahren auf 59 Bundesliga-Spiele, die statistisch bessere Saison in Gießen war die erste, als Grey 2001/02 im Mittel 6 Punkte pro Partie erzielte. Im Spätsommer 2001 erreichte Grey mit der deutschen Auswahl den vierten Platz bei der Universiade in Peking.
Von 2003 bis 2005 spielte er für Uudenkaupungin Korihait in Finnland. Mit 18 Punkten je Begegnung war der Deutsche in der Saison 2003/04 bester Korbschütze des finnischen Erstligisten, auch seine 7,5 Rebounds im Durchschnitt waren der Höchstwert. In seinem zweiten Jahr bei Korihait kam er auf Mittelwerte von 13,1 Punkten und 4,4 Rebounds je Einsatz. Nach dieser Zeit kehrte er dem Profisport den Rücken und beendete sein Studium der Politikwissenschaft in Freiburg. Neben einem Volontariat in der Öffentlichkeitsarbeit eines Energieversorgungsunternehmens ließ er zudem noch seine Spielerkarriere beim dortigen Zweitligisten USC Freiburg ausklingen. Im Juli 2007 beendete er seine Laufbahn endgültig, als er aufgrund von nicht ausräumbaren Differenzen mit der Clubleitung und aus persönlichen Gründen seinen bis Mai 2008 gültigen Vertrag kündigte. Anschließend blieb er bei dem Energieversorger in Freiburg in der Öffentlichkeitsarbeit tätig, später arbeitete er im selben Wirtschaftszweig bei Unternehmen als Geschäftsführer.
Grey blieb dem Basketballsport als Jugendtrainer beim USC Freiburg sowie als Spieler in der Alt-Herrenmannschaft des USC verbunden, mit der er auch an Deutschen Meisterschaften in der Altersklasse Ü45 teilnahm.

### Nationalmannschaft
Im Sommer 1998 gehörte Grey wie Dirk Nowitzki, Marko Pešić und Willoughby zur deutschen U22-Nationalmannschaft, die bei der EM in Italien den siebten Platz erreichte. Grey zählte von 1999 bis 2001 auch zum erweiterten Aufgebot der deutschen Nationalmannschaft. Er kam jedoch nur 1999 zu einem Einsatz.

## Persönliches
Sein Sohn Jared schlug ebenfalls eine Laufbahn im Leistungsbasketball ein.